# Výrova skála
Výrova skála je přírodní rezervace poblíž obce Rouchovany v okrese Třebíč v nadmořské výšce 304–380 metrů. Chráněné území se nachází na levém břehu řeky Rokytné přibližně jeden kilometr západně od soutoku s Rouchovankou a dva kilometry od Šemíkovic. V chráněném území se nachází i památný strom Dvojčata a samotný masiv Výrovy skály. Oblast spravuje Krajský úřad Kraje Vysočina.
Původně se plánu péče lokalita měla nazývat Výrova skála – Klobouček. Stejně tak bylo oznámeno, že by bylo velmi vhodné, aby byl chráněn i druhý břeh řeky Rokytné, který leží v Jihomoravském kraji a je nutné jej chránit stejně.

## Ochrana
Důvodem ochrany jsou společenstva teplomilných doubrav a stepní trávníky. Území je typickou ukázkou říčního údolí na jižní Moravě.
V území se vyskytují významné druhy vyšších rostlin a živočichů, zejména bělolist nejmenší (Filago minima), česnek žlutý (Allium flavum), kosatec různobarvý (Iris variegata), kozlíček kýlnatý (Valerianella carinata), křivatec žlutý (Gagea lutea), ostřice tlapkatá (Carex rhizina), stepník rudý (Eresus kollari), ploskoroh pestrý (Libelloides macaronius) a tesařík obrovský (Cerambyx cerdo), výr velký (Bubo bubo) a strakapoud prostřední (Dendrocopos medius). V lokalitě žije dohromady kolem 60 druhů ptáků, mimo jiné i výr velký (1 pár).
V rezervaci žijí někteří kriticky ohrožení živočichové, kterými jsou ještěrka zelená (Lacerta viridis) a ploskoroh pestrý (Libelloides macaronius).

## Péče
V rámci péče je potřeba zachovat pravidelnou seč nivních luk, postupně přeměnit jehličnaté lesy na listnaté dubové a habrové lesy a podpora tlejících stromů v porostech.